# Reykjavíki repülőtér
A Reykjavíki repülőtér (IATA: RKV, ICAO: BIRK) Izland egyik nemzetközi repülőtere, amely Reykjavík közelében található. Éves utasforgalma 348 773 fő (2022).

## Futópályák
A repülőtér futópályái:
- 01/19

## Forgalom
Az utasforgalom az elmúlt években az alábbi módon változott:
| Utasok száma | 303 580 | 379 372 | 420 047 | 412 098 | 430 316 | 380 770 | 388 977 | 400 044 | 164 716 | 348 773 |
|              | 1994    | 2004    | 2006    | 2009    | 2011    | 2013    | 2015    | 2018    | 2020    | 2022    |